# St. Petersburg Open 2003 - Qualificazioni singolare
Le qualificazioni del singolare  dello  St. Petersburg Open 2003 sono state un torneo di tennis preliminare per accedere alla fase finale della manifestazione. I vincitori dell'ultimo turno sono entrati di diritto nel tabellone principale. In caso di ritiro di uno o più giocatori aventi diritto a questi sono subentrati i lucky loser, ossia i giocatori che hanno perso nell'ultimo turno ma che avevano una classifica più alta rispetto agli altri partecipanti che avevano comunque perso nel turno finale.
Le qualificazioni del torneo St. Petersburg Open 2003 prevedevano 32 partecipanti di cui 4 sono entrati nel tabellone principale.

## Teste di serie
1. Irakli Labadze (secondo turno)
2. Christophe Rochus (primo turno)
3. Jean-René Lisnard (Qualificato)
4. Harel Levy (ultimo turno)

1. Björn Phau (secondo turno)
2. Jan Vacek (Qualificato)
3. Răzvan Sabău (primo turno)
4. Tuomas Ketola (primo turno)

## Qualificati
1. Andy Ram
2. František Čermák

1. Jean-René Lisnard
2. Jan Vacek

## Tabellone

### Legenda
| - Q = Qualificato - WC = Wild card - LL = Lucky loser | - ALT = Alternate - SE = Special Exempt - PR = Protected Ranking | - w/o = Walkover - r = Ritirato - d = Squalificato |

### Sezione 1
|  | Primo turno             | Primo turno             | Primo turno             | Primo turno | Primo turno |  |  | Secondo turno | Secondo turno           | Secondo turno           | Secondo turno           | Secondo turno           |   |   | Ultimo turno | Ultimo turno | Ultimo turno | Ultimo turno | Ultimo turno |  |
|  |                         |                         |                         |             |             |  |  |               |                         |                         |                         |                         |   |   |              |              |              |              |              |  |
|  | 1                       | Irakli Labadze          | 4                       | 7           | 6           |  |  |               |                         |                         |                         |                         |   |   |              |              |              |              |              |  |
|  |                         | Nenad Zimonjić          | 6                       | 68          | 2           |  |  | 1             | Irakli Labadze          | Irakli Labadze          | 1                       | 2                       |   |   |              |              |              |              |              |  |
|  | Andy Ram                | Andy Ram                | Andy Ram                | 6           | 6           |  |  |               | Andy Ram                | Andy Ram                | 6                       | 6                       |   |   |              |              |              |              |              |  |
|  | Serhij Stachovs'kyj     | Serhij Stachovs'kyj     | Serhij Stachovs'kyj     | 3           | 4           |  |  |               |                         |                         |                         |                         |   |   | Andy Ram     | Andy Ram     | Andy Ram     | 7            | 6            |  |
|  | Kirill Ivanov-Smolensky | Kirill Ivanov-Smolensky | Kirill Ivanov-Smolensky | 7           | 6           |  |  |               |                         | Kirill Ivanov-Smolensky | Kirill Ivanov-Smolensky | Kirill Ivanov-Smolensky | 5 | 2 |              |              |              |              |              |  |
|  | Andrej Stoljarov        | Andrej Stoljarov        | Andrej Stoljarov        | 62          | 3           |  |  |               | Kirill Ivanov-Smolensky | Kirill Ivanov-Smolensky | 6                       | 6                       |   |   |              |              |              |              |              |  |
|  | 5                       | Björn Phau              | 6                       | 2           | 6           |  |  | 5             | Björn Phau              | Björn Phau              | 3                       | 3                       |   |   |              |              |              |              |              |  |
|  |                         | Julian Knowle           | 4                       | 6           | 2           |  |  |               |                         |                         |                         |                         |   |   |              |              |              |              |              |  |

### Sezione 2
|  | Primo turno       | Primo turno       | Primo turno       | Primo turno | Primo turno |  |  | Secondo turno     | Secondo turno     | Secondo turno     | Secondo turno    | Secondo turno |   |   | Ultimo turno   | Ultimo turno   | Ultimo turno | Ultimo turno | Ultimo turno |  |
|  |                   |                   |                   |             |             |  |  |                   |                   |                   |                  |               |   |   |                |                |              |              |              |  |
|  |                   | Jaroslav Levinský | Jaroslav Levinský | 6           | 6           |  |  |                   |                   |                   |                  |               |   |   |                |                |              |              |              |  |
|  | 2                 | Christophe Rochus | Christophe Rochus | 2           | 4           |  |  | Jaroslav Levinský | Jaroslav Levinský | Jaroslav Levinský | 68               | 3             |   |   |                |                |              |              |              |  |
|  | Boris Pašanski    | Boris Pašanski    | Boris Pašanski    | 6           | 6           |  |  | Boris Pašanski    | Boris Pašanski    | Boris Pašanski    | 7                | 6             |   |   |                |                |              |              |              |  |
|  | Petr Luxa         | Petr Luxa         | Petr Luxa         | 2           | 1           |  |  |                   |                   |                   |                  |               |   |   | Boris Pašanski | Boris Pašanski | 7            | 3            | 3            |  |
|  | Jiri Vencl        | Jiri Vencl        | Jiri Vencl        | 6           | 6           |  |  |                   |                   | František Čermák  | František Čermák | 610           | 6 | 6 |                |                |              |              |              |  |
|  | Georgy Tchoukhleb | Georgy Tchoukhleb | Georgy Tchoukhleb | 1           | 1           |  |  | Jiri Vencl        | Jiri Vencl        | Jiri Vencl        | 2                | 2             |   |   |                |                |              |              |              |  |
|  |                   | František Čermák  | 4                 | 6           | 6           |  |  | František Čermák  | František Čermák  | František Čermák  | 6                | 6             |   |   |                |                |              |              |              |  |
|  | 7                 | Răzvan Sabău      | 6                 | 4           | 3           |  |  |                   |                   |                   |                  |               |   |   |                |                |              |              |              |  |

### Sezione 3
|  | Primo turno        | Primo turno        | Primo turno        | Primo turno | Primo turno |  |  | Secondo turno | Secondo turno      | Secondo turno      | Secondo turno | Secondo turno |   |   | Ultimo turno | Ultimo turno      | Ultimo turno | Ultimo turno | Ultimo turno |  |
|  |                    |                    |                    |             |             |  |  |               |                    |                    |               |               |   |   |              |                   |              |              |              |  |
|  | 3                  | Jean-René Lisnard  | Jean-René Lisnard  | 6           | 6           |  |  |               |                    |                    |               |               |   |   |              |                   |              |              |              |  |
|  |                    | Temur Tsvinaria    | Temur Tsvinaria    | 0           | 1           |  |  | 3             | Jean-René Lisnard  | Jean-René Lisnard  | 6             | 6             |   |   |              |                   |              |              |              |  |
|  | Philipp Mukhometov | Philipp Mukhometov | Philipp Mukhometov | 6           | 6           |  |  |               | Philipp Mukhometov | Philipp Mukhometov | 1             | 4             |   |   |              |                   |              |              |              |  |
|  | Semen Siarkin      | Semen Siarkin      | Semen Siarkin      | 0           | 1           |  |  |               |                    |                    |               |               |   |   | 3            | Jean-René Lisnard | 6            | 4            | 6            |  |
|  | Noam Okun          | Noam Okun          | Noam Okun          | 6           | 6           |  |  |               |                    |                    | Ota Fukárek   | 2             | 6 | 2 |              |                   |              |              |              |  |
|  | Sebastián Prieto   | Sebastián Prieto   | Sebastián Prieto   | 4           | 2           |  |  | Noam Okun     | Noam Okun          | 6                  | 65            | 6(1)          |   |   |              |                   |              |              |              |  |
|  |                    | Ota Fukárek        | Ota Fukárek        | 7           | 6           |  |  | Ota Fukárek   | Ota Fukárek        | 2                  | 7             | 7             |   |   |              |                   |              |              |              |  |
|  | 8                  | Tuomas Ketola      | Tuomas Ketola      | 6           | 4           |  |  |               |                    |                    |               |               |   |   |              |                   |              |              |              |  |

### Sezione 4
|  | Primo turno     | Primo turno     | Primo turno     | Primo turno | Primo turno |  |  | Secondo turno | Secondo turno   | Secondo turno   | Secondo turno | Secondo turno |   |   | Ultimo turno | Ultimo turno | Ultimo turno | Ultimo turno | Ultimo turno |  |
|  |                 |                 |                 |             |             |  |  |               |                 |                 |               |               |   |   |              |              |              |              |              |  |
|  | 4               | Harel Levy      | Harel Levy      | 7           | 6           |  |  |               |                 |                 |               |               |   |   |              |              |              |              |              |  |
|  |                 | Florin Mergea   | Florin Mergea   | 5           | 1           |  |  | 4             | Harel Levy      | Harel Levy      | 6             | 6             |   |   |              |              |              |              |              |  |
|  | Igor' Kunicyn   | Igor' Kunicyn   | Igor' Kunicyn   | 6           | 6           |  |  |               | Igor' Kunicyn   | Igor' Kunicyn   | 1             | 1             |   |   |              |              |              |              |              |  |
|  | Michail Elgin   | Michail Elgin   | Michail Elgin   | 4           | 2           |  |  |               |                 |                 |               |               |   |   | 4            | Harel Levy   | Harel Levy   | 4            | 1            |  |
|  | Jonathan Erlich | Jonathan Erlich | Jonathan Erlich | 6           | 6           |  |  |               |                 | 6               | Jan Vacek     | Jan Vacek     | 6 | 6 |              |              |              |              |              |  |
|  | Pavel Ivanov    | Pavel Ivanov    | Pavel Ivanov    | 4           | 4           |  |  |               | Jonathan Erlich | Jonathan Erlich | 1             | 4             |   |   |              |              |              |              |              |  |
|  | 6               | Jan Vacek       | Jan Vacek       | 6           | 3           |  |  | 6             | Jan Vacek       | Jan Vacek       | 6             | 6             |   |   |              |              |              |              |              |  |
|  |                 | Gery Shalon     | Gery Shalon     | 1           | 0r          |  |  |               |                 |                 |               |               |   |   |              |              |              |              |              |  |